# ورل سهوب
وَرل السهوب أوميغالانيا (الاسم العلمي: Varanus priscus) (بالإنجليزية: Megalania)‏، هو نوع منقرض عملاق من الورل. كان جزءًا من حيوانات أستراليا الضخمة والتي عاشت في جنوب أستراليا خلال العصر الحديث الأقرب. أصغر حفرية لا تزال مؤرخة إلى حوالي 50000 سنة مضت. عاصرت الميغالانيا أو ورل السهوب أوائل المستوطنين الأصليين لأستراليا، وربما كانوا عامل على انقراض ورل السهوب.

## التسمية والتصنيف

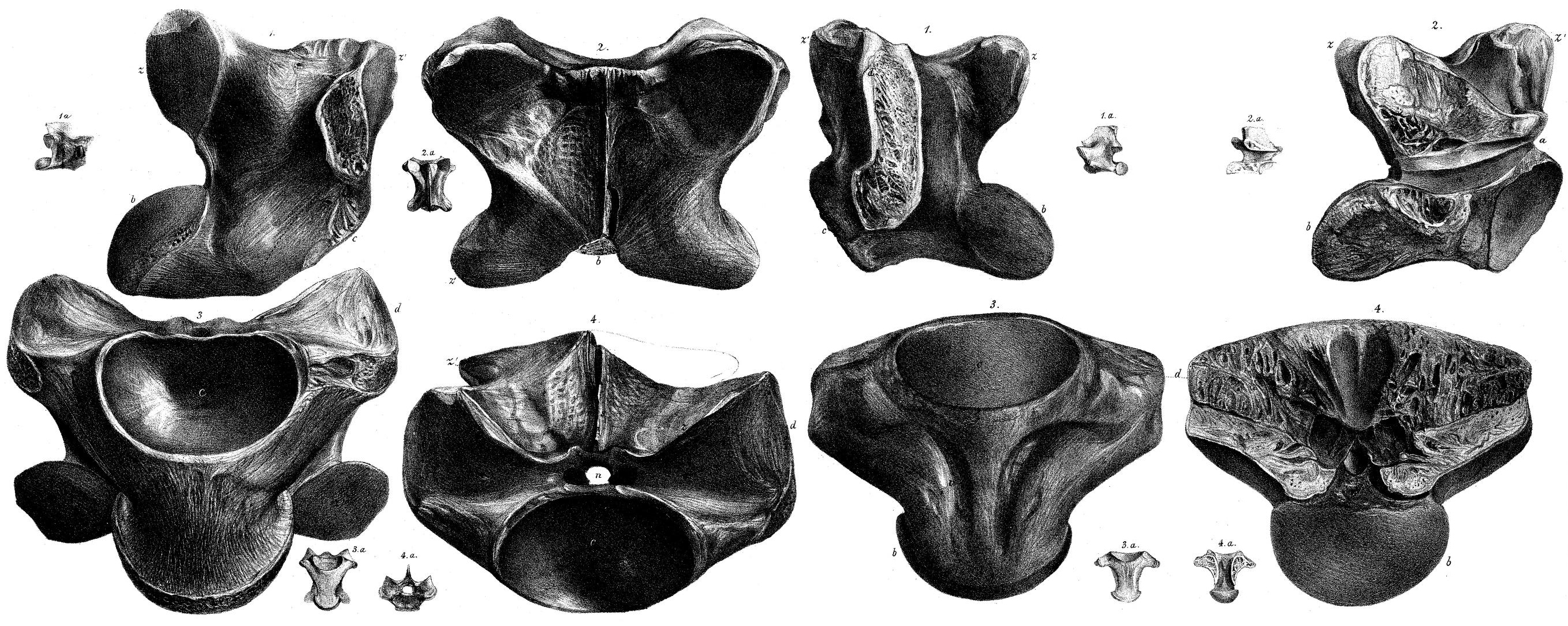
رسم توضيحي للفقرة الظهرية وعنق الرحم الأصلية، 1859

صاغ السير ريتشارد أوين اسم ميغالانيا بريسكس (الاسم العلمي: megalania priscus) في عام 1859، وتعني «التجوال الكبير القديم»؛ تم اختيار الاسم «في إشارة إلى الطبيعة الأرضية لعضائة العظيمة». استخدم أوين تعديلًا للكلمة اليونانية ("ἠλαίνω ēlainō ("I roam. إن التشابه الوثيق مع الكلمة اللاتينية: lania (الشكل الأنثوي لـ «جزار») قد نتج عنه العديد من الأوصاف التصنيفية والشعبية للميغالانيا التي تسئ استخدام اسم «الجزار العملاق القديم».

## الحجم

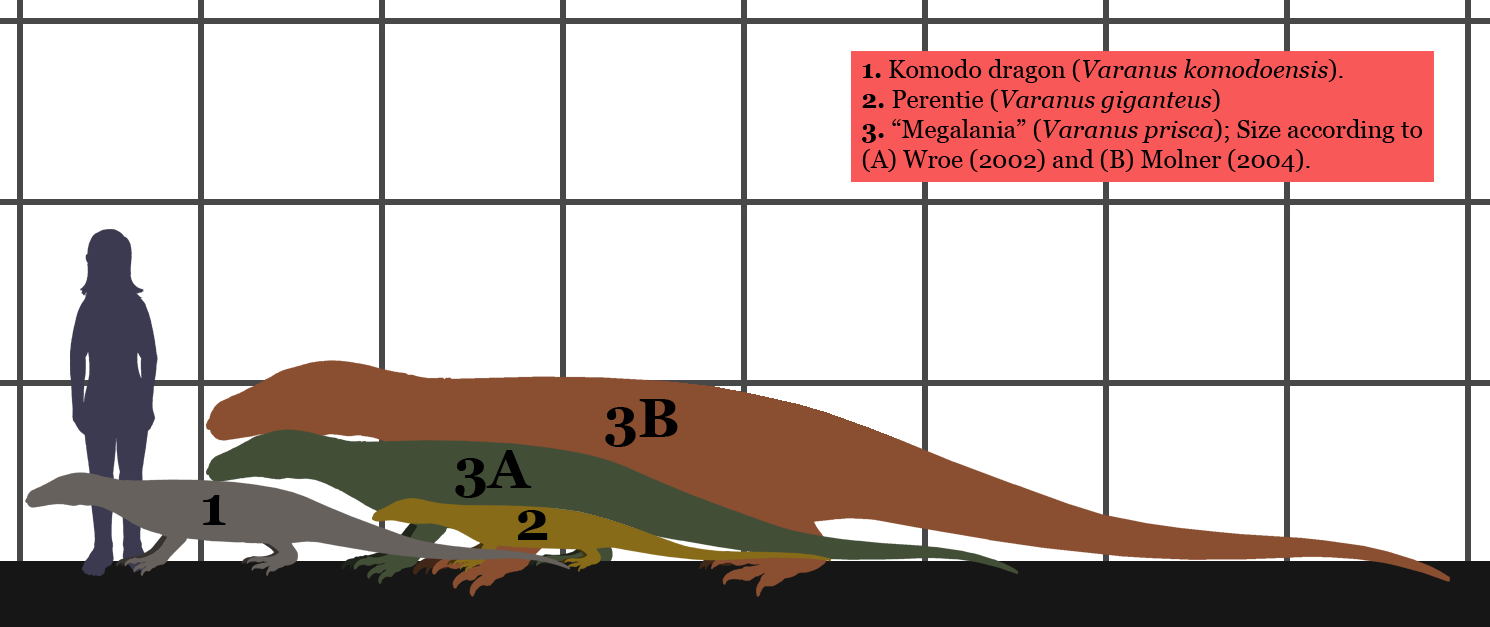
اثنين من تقديرات لحجم الميغالانيا (ورل سهوب) مقارنة مع الورل موجودة والإنسان

بسبب عدم وجود هياكل عظمية كاملة أو شبه كاملة من الصعب تحديد الأبعاد الدقيقة للميغلانيا. وضعت تقديرات مبكرة يصل طول أكبر الأفراد إلى 7 أمتار (23 قدمًا)، بحد أقصى للوزن حوالي 600–620 كغ (1,320–17070 رطل). في عام 2002، قام ستيفن ورو بتقليص حجم الميغالانيا إلى حد كبير، مما يشير إلى أن الحد الأقصى للطول يبلغ 4.5 م (15 قدمًا) ويبلغ وزنه 331 كغ (730 رطل) بمتوسط 3.5 م (11 قدمًا) و97–158 كـغ (214–348 رطل). شجب تقدير الحد الأقصى للطول السابق البالغ 7 م (23 قدمًا) كمبالغ مبنية على طرق مُعيبة. ومع ذلك، في عام 2009، قام وُرو، إلى جانب باحثين آخرين، بمراجعة تقديراتهم إلى 5.5 م (18 قدمًا) و 575 كـغ (1,268 رطل) على الأقل.
وفي كتاب نُشر في عام 2004، رالف مولنار حدد مولنار مجموعة من الأحجام المحتملة لل ميغالانيا، والتي تتم عن طريق التوسع من الفقرات الظهرية، بعد أن حدد العلاقة بين عرض الفقرات الظهرية وطول الجسم الكلي. إذا كان لها ذيل طويل رقيق مثل ورل دانتيل (Varanus varius)، فقد وصل طولها إلى 7.9 م (26 قدمًا)، في حين لو كانت نسب ذيلها إلى الجسم أكثر تشابهًا مع تنين كومودو (V. komodoensis)، ثم طول حوالي 7 م (23 قدم) هو الأرجح. أخذ الحد الأقصى للطول 7 م (23 قدمًا)، وقدّر وزنه 1940 كغ (4,280 رطل)، مع متوسط أصغر حجماً 320 كـغ (710 رطل) بمتوسط

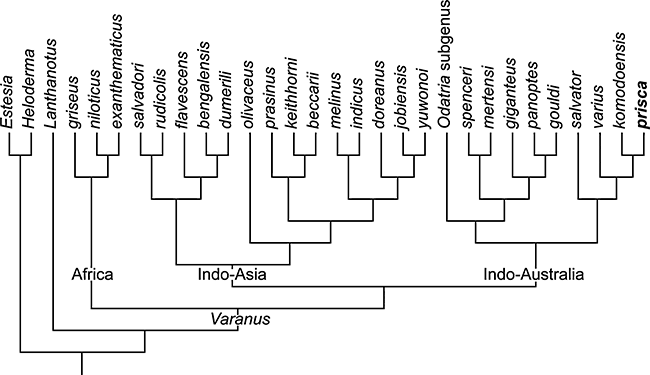

## علم أحياء الحفريات
كان للميغالانيا أطراف بنيت بشكل كبير وكذلك جمجمة كبيرة. كانت أسنانها الشبيهة بالشفرة المسننة مفيدة في الافتراس. من بين تنوعها من الفرائس ثدييات صغيرة وزواحف، حيوانات أخرى متوسطة إلى كبيرة الحجم بما في ذلك بيضها وصغارها. وتقدر سرعة الركض الميغالانيا بين 5.8-6.7 ميل في الساعة، وهي تشبه إلى حد كبير سرعة تمساح المياه العذبة الأسترالي (Crocodylus johnstoni). إن موقعها كالمفترس الرئيسي للحيوانات الكبيرة خلال العصر البليستوسين الأسترالي قد تم مناقشته من قبل علماء آخرين يجادلون بأن الأسد الجرابي استحوذ على مزيد من لحوم الحيوانات الضخمة أكثر من حيوانات الضخمة. كما يعتقد أن Quinkana، (تمساح أرضي)، كانت موجودة قبل الميغالانيا بفترة طويلة ويرجع تاريخها إلى ما قبل 40,000 عام. كان لديه جمجمة ضخمة مع قمة صغيرة تقع بين العينين.

## السُّميّة
في توكسي كوفيرا فرع حيوي المقترح، جنبا إلى جنب مع السحالي آكلة اللحوم الأخرى بما في ذلك الورل وتنين كومودو. هذه الحيوانات لها غدد الفم المنتجة للسموم. ميغالانيا تصنف أيضا على أنها من بدغيات الشكل يثير تكهنات بأنه كان يمكن أن يكون سامًا. إذا كانت سامة بالفعل، فستكتسب ميغالانيا لقب أكبر الفقاريات السامة الموجودة على الأرض.

## انقراضه
يظهر تحليل الحفريات الحديثة باستخدام مقياس الطيف الكتلي المعجل 14C، والذي يرجع إلى حفريات معروفة، كانت تعيش حوال العصر البليستوسين منذ 50000 عام. الفرضية التابعة لهذا التأريخ هي أن سبب الانقراض هو وصول البشر كان سبباً في انقراض الميغالانيا وغيرها من حيوانات أستراليا الضخمة في السياق نفسه، فيما يتعلق بكيفية حدوث عامل كبير في انقراض الحيوانات الضخمة في نصف الكرة الشمالي في نهاية عصر العصر البليستوسيني. والبشر في وقت مبكر. بالإضافة إلى ذلك، كشفت دراسة، فحصت مورفولوجيا تسعة السحالي الفارانية ذات الصلة وثيقة ثم تحجيمها متشابهة ومقارنتها مع V. prisca، وجدت أن العضلات من الأطراف، الموقف، الكتلة العضلية، والتكوين العضلي المحتمل للحيوان على الأرجح لم تكن فعالة عند محاولة التفوق على المستوطنين البشر الأوائل الذين استعمروا أستراليا خلال تلك الفترة. هذا بالتنسيق مع الحيوانات الضخمة الأخرى التي عاشت في ذلك الوقت مثل تمساح الأرض (Quinkana) والأسد الجرابي (Thylacoleo carnifex). وربما يؤدي تغير المناخ المحتمل إلى انقراض الأنواع.